# Fatoumata Diarra
Pour les articles homonymes, voir Diarra.
Fatoumata Diarra, née le 15 avril 1986 à Bamako, est une footballeuse internationale malienne évoluant au poste de milieu de terrain.

## Carrière
Fatoumata Diarra démarre en équipe première de l'AS Mandé, où elle évolue depuis les débutantes, lors de la saison 2000-2001 alors qu'elle n'a que 14 ans. Elle est prêtée au FC Amazones lors de la saison 2008-2009, avant de retourner à l'AS Mandé.
Elle évolue en équipe du Mali depuis 2004. Elle est nommée remplaçante de l'équipe-type de la Coupe d'Afrique des nations féminine de football 2018

## Palmarès
AS Mandé
- Championnat du Mali
  - Championne en 2017 et 2021
- Coupe du Mali
  - Vainqueur en 2012, 2014, 2015 et 2016
  - Finaliste en 2021

## Distinctions personnelles
- Meilleure footballeuse malienne en 2012[3] et 2015.
- Meilleure joueuse de la finale de la Coupe du Mali en 2012[4], 2014 et 2015[5],[1].